# Stefan Filipp
Stefan Filipp (* 1977) ist ein Hochschullehrer für Technische Physik an der Technischen Universität München.

## Karriere
Filipp studierte Physik an der Technischen Universität Wien und erhielt 2003 sein Diplom. Ein Jahr zuvor hatte er an der Universität Uppsala einen Master of Science gemacht. 2006 promovierte er an der TU Wien mit der Dissertation New Aspects of the Quantum Geometric Phase, wofür er mit dem Victor Hess-Preis ausgezeichnet wurde. Von 2008 bis 2014 arbeitete er am Quantum Device Lab an der ETH Zürich. Danach arbeitete er bei IBM Research zunächst in den USA und dann in Zürich, wo er an Quantencomputern forschte.
Schließlich wurde er 2020 zum Ordinarius für Technische Physik an der Technischen Universität München berufen und wurde zugleich Direktor des Walther-Meißner-Instituts.
Filipps Forschungsschwerpunkt ist die Erforschung und Entwicklung von kohärenten Quantensystemen, insbesondere die Verbesserung der Eigenschaften und der Kontrolle von supraleitenden Quantenschaltkreisen.

## Auszeichnungen
- 2007: Victor Hess-Preis der Österreichischen Physikalischen Gesellschaft
- 2009: Erwin-Schrödinger-Stipendium des Österreichischen Fonds zur Förderung der wissenschaftlichen Forschung
- 2018: Innovation Achievement Award, IBM Research
- 2020: Outstanding Technology Achievement Award, IBM Research

## Publikationen (Auswahl)
- New Aspects of the Quantum Geometric Phase. 2006. (Dissertation)
- Mit Jay Gambetta: Multi-Qubit Tunable Coupling Architecture using Fixed-Frequency Superconducting Qubits (Patent), 2018.
- Quantencomputer – Können wir damit rechnen? Akademie Aktuell, Heft 2 (74) 2021, S. 20–23.